# Saint-Paul-la-Coste
Saint-Paul-la-Coste är en kommun i departementet Gard i regionen Occitanien i södra Frankrike. Kommunen ligger i kantonen Alès-Ouest som tillhör arrondissementet Alès. År 2022 hade Saint-Paul-la-Coste 327 invånare.

## Befolkningsutveckling
Antalet invånare i kommunen Saint-Paul-la-Coste
Referens:INSEE